# Belvoir (Doubs)
Belvoir és un municipi francès del departament del Doubs i la regió de Borgonya - Franc Comtat.